# Derek Gardner
Derek George Montague Gardner (13 de fevereiro de 1914 - 11 de fevereiro de 2007) foi um pintor inglês. Após uma carreira como engenheiro civil antes e depois de servir na Marinha Real Britânica na Segunda Guerra Mundial, tornou-se amplamente reconhecido como um dos principais pintores ingleses de temas marinhos.

## Juventude
Gardner nasceu em Buckinghamshire. Seu pai era um engenheiro civil que trabalhava para a Great Central Railway nas docas de Grimsby e se tornou o engenheiro-chefe do porto de Glasgow em 1928, e Gardner desenvolveu um amor por navios.
Ele foi educado na Escola Oundle, onde ganhou um prêmio por seu desenho. Ele deixou a escola em 1931 e formou-se engenheiro civil em Glasgow na London Midland & Scottish Railway. Mais tarde, ele se juntou à Sir William Arrol & Co. Ele se juntou ao RNVR como um aspirante de marinha de 20 anos e começou a pintar aquarelas de navios de guerra. Ele se tornou um engenheiro de docas em North Shields em 1938.

## Segunda Guerra Mundial
Gardner foi convocado em agosto de 1939, logo após o início da Segunda Guerra Mundial, e serviu como oficial anti-submarino no contratorpedeiro da Marinha Real HMS Broke. Seu navio escoltou comboios nos oceanos Atlântico e Ártico, e depois foi enviado ao Mediterrâneo para apoiar os desembarques da Operação Tocha no Norte da África.
Ele se juntou à Operação Terminal, o ataque ao porto de Argel em novembro de 1942. Os destróieres HMS Broke e HMS Malcolm foram encarregados de proteger as instalações portuárias e a estação de energia em Argel. Malcolm foi atacado e foi forçado a recuar devido a danos no motor, mas Broke atravessou uma barreira protegendo o porto e desembarcou seu grupo em terra. Broke também foi atacado por forças francesas de Vichy e foi forçado a se retirar. Broke afundou no dia seguinte enquanto se dirigia para Gibraltar. Sua tripulação, incluindo Gardner, foi resgatada pelo destruidor HMS Zetland e voltou para Argel, agora capturado pelos Aliados, antes de retornar à Inglaterra em um navio holandês. O comboio foi atacado por um submarino: o porta-aviões imediatamente à frente, HMS Avenger, foi torpedeado e afundou. Gardner foi ferido em Argel e ficou surdo de um ouvido. Ele foi mais tarde mencionado em despachos por suas ações.
Ele se juntou ao destróier HMS Highlander em 1943, servindo novamente no Atlântico, mas sua surdez o forçou a servir em terra e não no mar. Ele foi promovido a tenente-comandante e serviu na equipe do almirante Sir Max Horton, comandante da Western Approaches com base em Liverpool. No final da guerra, ele era um comandante interino, servindo como oficial assistente do Estado-Maior no Ceilão, com base em Colombo. Ele foi desmobilizado em 1946.
Foi premiado com a Decoração Reserva Voluntária (VRD).

## Carreira pós-guerra
Gardner ingressou no Serviço Colonial após a guerra, servindo no Quênia desde 1951. Ele conheceu sua esposa, Mary, em um baile em Mombaça. Ele então trabalhou como engenheiro no oeste do Quênia, morando em Kisumu ao lado do Lago Vitória, antes de se mudar para Nakuru, onde pintou a óleo, aquarelas e pastéis de cenas locais, como flamingos em um lago de soda próximo.
Ele pegou tifo do carrapato e ficou surdo em ambos os ouvidos. Ele voltou para a Inglaterra com sua família em 1963 e se aposentou em Dorset. Ele se voltou para a pintura de temas marítimos. Suas pinturas detalhadas encontraram um mercado pronto, e ele realizou várias exposições em Londres. Ele é mais conhecido por suas pinturas de navios de guerra das Guerras Napoleônicas e pinturas de tosquiadeiras do final do século XIX.
Uma exposição de seu trabalho na galeria de Messum em Mayfair em outubro de 2005, o bicentenário da Batalha de Trafalgar, incluiu pinturas de todos os navios em que Nelson havia servido. Um livro das pinturas, Nelson's Ships: A Trafalgar Tribute.
Foi Fellow do Institution of Civil Engineers e também membro da Royal Society of Marine Artists.

Ele deixou sua esposa e seu filho e filha.